# Міністерство будівництва підприємств важкої індустрії Української РСР
Міністерство будівництва підприємств важкої індустрії Української РСР — союзно-республіканське міністерство, входило до системи органів будівництва підприємств важкої індустрії СРСР і підлягало в своїй діяльності Раді Міністрів УРСР і Міністерству будівництва підприємств важкої індустрії СРСР.

## Історія
Утворене 6 березня 1967 року з Міністерства будівництва Української РСР. 15 вересня 1986 року увійшло до складу Міністерства будівництва Української РСР.

## Міністри будівництва підприємств важкої індустрії УРСР
- Лубенець Григорій Кузьмич (1967—1984)
- Гречко Борис Олександрович (1984—1986)